# L'Emprise de la forêt
Pour plus de détails, voir Fiche technique et Distribution.
L'Emprise de la forêt (Waldwinter) est un film allemand réalisé par Wolfgang Liebeneiner sorti en 1956.
Cette adaptation du roman de Paul Keller (de) est un remake du film allemand réalisé par Fritz Peter Buch (de) sorti en 1936.

## Synopsis
Le baron Malte avait fui la Silésie en 1945 au cours des derniers jours de la guerre dans la forêt bavaroise, où il possédait une résidence secondaire. Grâce à lui, une grande partie de la vieille communauté villageoise travaille dans sa verrerie. Mais les temps sont durs : la verrerie doit s'arrêter, car on ne peut pas investir dans un nouveau générateur pour remplacer l'ancien qui tombe en panne. Au lieu de cela, il y a une offre d'un hôtelier qui veut transformer la propriété semblable à un château en un hôtel et payer au baron 80 000 marks supplémentaires.
Dans cette situation, le petit-fils Martin de Paris apparaît et veut inciter le baron à vendre. Mais lors d’une randonnée à travers la propriété forestière enneigée avec le forestier Gerstenberg, il commence à douter et il mûrit l’idée de regarder de plus près le sujet. Marianne, la fille recueillie du baron, s'oppose à la vente car elle perdrait son nouveau domicile.
Les documents et livres nécessaires sont au bureau des impôts, explique l'intendant Stengel. Martin part pour la ville, accompagné par la jeune Inge et donc très suspicieux par son admirateur introverti mais colérique, Otto Hartwig. Cependant, les livres ne sont pas au bureau des impôts et la banque est neutre. L'administrateur Stengel intervient dans l'explication.
Martin et Marianne se rencontrent à propos du plan de sauvetage de la propriété. À ce moment-là, la créatrice de mode Simone, la petite amie parisienne de Martin, arrive étonnamment. Bien qu'elle fasse une ballade avec Martin, il n'est absolument pas impressionné et elle le sent : leur temps ensemble est écoulé. Marianne arrive et interprète mal la situation. Elle quitte la fête à l'auberge et Martin reste avec Simone. Bien que déprimé, il joue le jeu et assiste à un incident sans motivation : le gérant Stengel expulse le vieux Kuhn, un ermite grincheux. Le lendemain Martin l'intercepte et veut que le vieil homme raconte son histoire.
Sur le chemin vers Kuhn, Martin se sauve d'une embuscade. Avec les dernières forces, il parvient à Kuhn. Kuhn explique : Stengel a secrètement abattu pour 11 mètres cubes de bois pour son propre compte et blanchit l'argent ; sa femme l'incita également à acheter et à refaire son hôtel. Kuhn est un braconnier qui l'a vu. Les soupçons portent d'abord sur Otto Hartwig qui est arrêté dans la forêt. Mais il peut prouver son innocence. Les Stengel tentent de fuir dans la neige profonde vers la frontière avec des papiers et de l'argent. Mais ils sont pris, Martin et Marianne se marient, Simone envoie un voile de mariée de Paris et le nouveau générateur est livré. Mais la plus grande surprise est la réplique de l'église silésienne, construite au fond de la forêt inaperçue par les forestiers et les gens du village.

## Fiche technique
- Titre français : L'Emprise de la forêt[2])
- Titre original : Waldwinter
- Réalisation : Wolfgang Liebeneiner assisté de Zlata Mehlers
- Scénario : Werner P. Zibaso, Frank Dimen
- Musique : Peter Igelhoff
- Direction artistique : Paul Markwitz, Fritz Maurischat
- Costumes : Günter Brosda, Sinaida Rudnow
- Photographie : Bruno Mondi
- Son : Fritz Schwarz
- Montage : Martha Dübber (de)
- Producteur : Alf Teichs
- Société de production : Apollo-Film GmbH
- Société de distribution : Deutsche London-Film Verleih
- Pays d'origine :  Allemagne de l'Ouest
- Langue : allemand
- Format : Couleur - 1,37:1 - Mono - 35 mm
- Genre : Drame
- Durée : 97 minutes
- Dates de sortie :
  -  Allemagne de l'Ouest : 26 mars 1956
  -  France : 9 octobre 1956[2]

## Distribution
- Claus Holm : Martin, le petit-fils du baron
- Sabine Bethmann : Marianne, la fille recueillie du baron
- Rudolf Forster : Le baron Malte
- Helene Thimig : La baronne Henny
- Willy A. Kleinau (de) : Stengel
- Susanne Cramer : Inge Sternitzke
- Gert Fröbe : Gerstenberg
- Klaus Kinski : Otto Hartwig
- Ilse Steppat : Frieda Stengel
- Erica Beer : Simone de Paris
- Herbert A.E. Böhme : Sternitzke
- Beppo Brem (de) : Huber
- Karl Hellmer : Kruttke
- Margarete Haagen : Kraeutermarie
- Alexander Engel : Seifert
- Otz Tollen : Baumann le majordome
- Joachim Boldt (de) : Kuhn
- Peter-Uwe Witt (de) : Franz Sternitzke